# Масталыбейли
Масталыбейли (азерб. Məstalıbəyli) — село в Джебраильском районе Азербайджана, в  административно-территориальной единице Кумлаг.

## Топонимика
Прежде село называлось Джафарагали.

## История
В годы Российской империи село входило в состав Джебраильского уезда Елизаветпольской губернии. В советские годы село входило в состав Джебраильского района Азербайджанской ССР. В результате Первой карабахской войны в августе 1993 года перешло под контроль непризнанной Нагорно-Карабахской Республики.
22 октября 2021 года контроль над селом перешла к ВС Азербайджана.